# Autópálya M30
Autópálya M30 (ungarisch für ,Autobahn M30‘) ist eine Autobahn in Ungarn. Sie verläuft in Süd-Nord-Richtung beginnend beim Kilometer 151 der M3 und endet nach 84 km an der slowakischen Grenze auf die R4. Die Autobahn ermöglicht die direkte Verbindung in die Slowakei. Sie ist Teil der Europastraße 71. Von Mai 2016 bis 16. Januar 2018 wurde die 1,7 km lange Grenzstraße gebaut.
Der Spatenstich für den vierspurigen Ausbau der M30 zwischen dem Knoten Miskolc und Tornyosnémeti wurde am 12. März 2018 gesetzt, die Eröffnung erfolgte am 26. Oktober 2021.

## Streckenfreigaben
| Abschnitt                                          | Länge   | Inbetriebnahme   |
| -------------------------------------------------- | ------- | ---------------- |
| Autobahndreieck M3 – Emőd                          | 6,0 km  | 2002             |
| Emőd – Nyékládháza                                 | 8,0 km  | 2003             |
| Umfahrung Miskolc (Nyékládháza – Miskolc-Ost)      | 15,0 km | Dezember 2004    |
| Umfahrung Miskolc II. (Ost – Nord)                 | 4,0 km  | 26. Juni 2005    |
| Miskolc – Tornyosnémeti                            | 56,8 km | 26. Oktober 2021 |
| Tornyosnémeti – Slowakische Grenze (Tornyosnémeti) | 1,4 km  | 16. Januar 2018  |

## Abschnitte als Europastraße
Folgende Europastraßen verlaufen entlang der Autópálya M30:
- E 71: Slowakische Grenze–Emőd (Autobahnkreuz M3)
- E 79: Miskolc–Emőd (Autobahnkreuz M3)

## Verkehrsaufkommen
Es zweigt von der Autobahn M30 ab und führt in Richtung Miskolc weiter Košice und Polen.
Durchschnittlicher täglicher Verkehr auf der Autobahn
| Abschnitt                             | DTV    |
| ------------------------------------- | ------ |
| Emőd (Kreuz M3 – Nyékládháza)         | 23.283 |
| Miskolc (Miskolc-dél – Miskolc-kelet) | 23.886 |

## Gebührenpflichtige Strecken
Die M30 in Ungarn ist komplett gebührenpflichtig.
Siehe auch Maut in Ungarn

### Komitatsweite Vignette
Seit dem 1. Januar 2015 kann die Autobahn M30 mit einem nationalen E-Aufkleber oder der folgenden komitatsweit geltenden Vignette benutzt werden:
| Komitat              | Verwendbarer Abschnitt                                                     |
| -------------------- | -------------------------------------------------------------------------- |
| Borsod-Abaúj-Zemplén | ab dem Autobahnkreuz M3 bis nach Tornyosnémeti-Grenzübergang (volle Länge) |